# Podocarpus longifoliolatus
Podocarpus longifoliolatus é uma espécie de conífera da família Podocarpaceae.
Apenas pode ser encontrada na Nova Caledónia.